# Забродье (Борисовский район)
Забродье (бел. Забраддзе ) — деревня в Велятичском сельсовете, в 34 км на восток от Борисова, в 105 км от Минска. На востоке течет река Нача.

## История
Известна с 1800 года как деревня, 4 двора, 51 житель, в составе имения Сморки, собственность казны.
В 1816 пожалована на 12 лет статскому советнику Ярцеву.
В 1897 году 19 дворов, 160 жителей, в Велятичской волости Борисовского уезда.
В 1917 году 29 дворов, 184 жителя.